# Hullia commoni
Hullia commoni är en tvåvingeart som beskrevs av Paramonov 1964. Hullia commoni ingår i släktet Hullia och familjen rovflugor. Inga underarter finns listade i Catalogue of Life.